# Josip Križaj
Josip Križaj (Kopriva, 1911-Monte Snežnik, 1948), también conocido por la forma italianizada de su nombre como Giuseppe Krizai, apodado Pepi, fue un piloto militar yugoslavo de origen esloveno, integrante de las Fuerzas Aéreas de la República durante la guerra civil española.

## Biografía
Križaj nació el 13 de marzo de 1911 en Kopriva, en el Carso, que entonces formaba parte de la provincia austrohúngara de Gorizia y Gradisca. Después de la Primera Guerra Mundial, la región pasó a formar parte del Reino de Italia, y Križaj se convirtió en ciudadano italiano con el nombre de Giuseppe Krizai. Ya a una edad temprana mostró su pasión por el vuelo, lo que le llevó a seguir un curso piloto en la Real escuela oficial de Capua, cerca de Nápoles.
Debido a su origen étnico esloveno, no se le permitió la incorporación a la Regia Aeronautica italiana, aunque se le permitió pertenecer a la reserva. Llevado por su posicionamiento nacionalista esloveno y pro-yugoslavo, el 25 de junio de 1932 voló con un Fiat AS.1 de Gorizia a Liubliana, cruzando la frontera del Reino de Yugoslavia. En 1934, se convirtió en un ciudadano yugoslavo. Tras el estallido de la guerra civil española, se unió a los voluntarios yugoslavos que lucharon en el bando republicano. Fue miembro de la Escuadrilla España, pilotando un Dewoitine D.371 y contabilizando un total de tres derribos durante la guerra. En España utilizó el nombre de guerra de José Antonio Galiasso. Después de su regreso a Yugoslavia, se trasladó a Zemun (Serbia), donde vivió durante la Segunda Guerra Mundial.
Después de la guerra, ingresó en la Fuerza Aérea de la República Federal Socialista de Yugoslavia. Falleció el 8 de octubre de 1948, cuando su avión Yakovlev Yak-3 se estrelló en el Monte Snežnik (Alpes Dináricos), en el sudoeste de Eslovenia, a causa de la mala visibilidad producida por una intensa niebla.
Como homenaje, el Aeroclub de Ajdovščina se denomina Josip Križaj, y hay un monumento en su honor ubicado en el Aeropuerto de Portorož.